# Příduhned
Příduhned je osmé studiové album hiphopové skupiny Prago Union. Stejně jako předchozí album bylo album nahráno s vlastní značkou Strojovna s českým zastoupením Warner Music. Bylo vydáno 19. srpna 2022 a nachází se na něm 20 písní. Na albu hostuje Prezident Lourajder, Rest a Johnny Boss.

## Produkce
Už během vydání předchozího alba Mimo jiné slíbilo Prago Union novou desku. Dne 7. srpna 2022 vydalo Prago Union singl Marná. Deska samotná byla vydána 19. srpna 2022. Rapper Kato o desce prohlásil: „Vstoupil jsem do nového šťastného období. Potkal jsem osobu, která zapříčinila vznik dvou písniček a těch osmnáct dalších už šlo potom skoro samo“.
Křest alba proběhl 19. srpna 2022 v Ledárnách Braník. Album pokřtil slovenský rapper Prezident Lourajder, který je na featu jedné písně na albu.

## Seznam písní
- Mezi levely
- Pomalu, ale rychle
- Pořadník
- Vážně neberu (ft. Prezident Lourajder)
- Mě100
- RapVIIem
- Návrat muže J. Ž.
- Že Co?
- Po poslechu smažte (ft. Rest)
- Záděra
- Šéf
- Cesta draka
- Pračo Pygo!
- Kontraband (ft. Johny Boss)
- Den otevřených oken
- Marná
- Příduhned… (už běžim),
- Nechat unášet
- Divoký sny
- Manifest (P.S.).